# Groupe d'utilisateurs de TeX
Un GUT ou groupe d’utilisateurs de TeX (prononcer Tek) est une association de personnes destinée à faciliter l’utilisation des programmes de présentation de texte de la famille TeX.
Certains de ces groupes publient des lettres et des revues (en ligne ou sous forme papiers) et organisent des conférences, parfois internationales.
La plus importante des GUTs est le TeX Users Group américain (TUG). Les GUTs nationaux ont pour but de représenter les besoins particuliers des utilisateurs non américains vis-à-vis du TUG.
Les GUTs maintiennent ensemble le réseau des archives CTAN pour distribuer tous les logiciels et la documentation concernant les logiciels TeX.
Ce sont aussi les groupes d'utilisateurs de TeX qui développent la distribution libre de TeX TeX Live qui reçoit chaque année une mise à jour majeure et qui expédié gratuitement sous la forme d'un DVD aux adhérents des divers groupes d'utilisateurs de TeX.
En outre, ces groupes organisent aussi les manifestations nationales et internationales permettant à leurs adhérents de se rencontrer pour discuter du développement des logiciels.
En France, le GUT le plus connu est GUTenberg.

### Quelques groupes d'utilisateurs
- (fr) GUTenberg : groupe francophone.
- (fr) AsTeX : groupe francophone.
- (en) TUG (TeX User Group) : association des utilisateurs (États-Unis, international avec des sous-groupes nationaux).
- (de) DANTE e.v., groupe germanophone.
- (es) CervanTeX : groupe hispanophone.
- (it) GUIT : groupe italophone.
- (nl) MTG : groupe néerlandophone.
- (en) TUGIndien : groupe indien.

### Quelques publications périodiques
- La lettre GUTenberg
- Les cahiers GUTenberg
- (en) The PracTeX journal
- (en) TUGboat
- (it) Ars TeXnica
- (de) Die TeXnische Komödie